# Fabian Posch
Fabian Posch, né le 5 janvier 1988 à Salzbourg, est un handballeur autrichien. Il évolue au poste de pivot au SG Handball Vienne-Ouest et en équipe nationale d'Autriche.

## Palmarès
- Championnat d'Autriche (4) : 2007, 2008, 2009, 2010